# Excellence 1946-1947
La Excellence 1946-1947 è stata la 25ª edizione del massimo campionato francese di pallacanestro maschile. La vittoria finale è stata ad appannaggio del P.U.C..

## Risultati

### Fase a gironi

#### Gruppo A
|    | Squadra      | P.ti |
| -- | ------------ | ---- |
| 1. | ESSMG Lione  | 9    |
| 2. | US Métro     | 7    |
| 3. | Monaco       | 5    |
| 4. | CAPO Limoges | 3    |

#### Gruppo B
|    | Squadra         | P.ti |
| -- | --------------- | ---- |
| 1. | Stade français  | 9    |
| 2. | R.C. de France  | 7    |
| 3. | Avia Club       | 5    |
| 4. | AS Clermontoise | 3    |

#### Gruppo C
|    | Squadra             | P.ti |
| -- | ------------------- | ---- |
| 1. | Championnet         | 7    |
| 2. | US Pont-l'Évêque    | 7    |
| 3. | Hirondelles Couture | 7    |
| 4. | Montferrand         | 3    |

#### Gruppo D
|    | Squadra      | P.ti |
| -- | ------------ | ---- |
| 1. | P.U.C.       | 9    |
| 2. | SCPO Parigi  | 7    |
| 3. | RC Rochelais | 5    |
| 4. | Montbrison   | 3    |

### Fase finale
|  | Semifinali     | Semifinali     | Semifinali |        |             | Finale      | Finale | Finale |  |
|  |                |                |            |        |             |             |        |        |  |
|  | ESSMG Lione    | ESSMG Lione    | 58         |        |             |             |        |        |  |
|  | ESSMG Lione    | ESSMG Lione    | 58         |        |             |             |        |        |  |
|  | Stade français | Stade français | 32         |        |             |             |        |        |  |
|  | Stade français | Stade français | 32         |        | ESSMG Lione | ESSMG Lione | 25     |        |  |
|  |                |                |            |        | ESSMG Lione | ESSMG Lione | 25     |        |  |
|  |                |                | P.U.C.     | P.U.C. | 30          |             |        |        |  |
|  | Championnet    | Championnet    | P.U.C.     | P.U.C. | 30          | 29          |        |        |  |
|  | Championnet    | Championnet    |            |        |             |             |        |        |  |
|  | P.U.C.         | P.U.C.         | 36         |        |             |             |        |        |  |

| Excellence 1946-1947 |
| -------------------- |
| P.U.C. 1º titolo     |

## Formazione vincitrice
| N° | Naz.               | Ruolo | Sportivo              |  | Alt. |  |
| -- | ------------------ | ----- | --------------------- |  | ---- |  |
| 3  | Francia (bandiera) |       | Jacques Faucherre     |  |      |  |
| 4  | Francia (bandiera) |       | Aimé Gravas           |  |      |  |
| 5  | Francia (bandiera) | A     | Émile Frézot          |  | 183  |  |
| 6  | Francia (bandiera) |       | Abel Boutin-Desvignes |  |      |  |
| 7  | Francia (bandiera) | A     | Jacques Favory        |  | 181  |  |
| 8  | Francia (bandiera) | G     | Fernand Guillou       |  | 180  |  |
| 9  | Francia (bandiera) |       | Serge Posniakowsky    |  |      |  |
| 10 | Francia (bandiera) |       | René Rival            |  |      |  |
|    | Francia (bandiera) | All.  | Guy Boutin-Desvignes  |  |      |  |